# Stanisław Kordysz
Stanisław Kordysz herbu Kordysz – chorąży bracławski w 1780 roku, chorąży winnicki w 1778 roku, stolnik bracławski w 1774 roku, podczaszy bracławski w 1772 roku, podstoli bracławski w 1771 roku, cześnik winnicki w 1764 roku, skarbnik bracławski w 1748 roku.

## Życiorys
W załączniku do depeszy z 2 października 1767 roku do prezydenta Kolegium Spraw Zagranicznych Imperium Rosyjskiego Nikity Panina, poseł rosyjski Nikołaj Repnin określił go jako posła wrogiego realizacji rosyjskich planów na sejmie 1767 roku, poseł województwa bracławskiego na sejm 1767 roku. Poseł bracławski na sejm 1782 roku. Sędzia sejmowy ze stanu rycerskiego w 1782 roku. 